# Альберти, Луис
Луис Альберти (англ. Luis Alberti; 30 октября 1981) — мексиканский актёр, известный благодаря роли мексиканского учёного Паломино Каньедо в фильме Питера Гринуэя «Эйзенштейн в Гуанахуато».

## Биография
Изучал актерское мастерство в La Casa del Teatro и проявил себя в фильме «Эйзенштейн в Гуанахуато», а затем в фильме «Энкарнасьон». 
На телевидении снимался в таких сериалах, как «Росарио Тихерас» (2016–2017)и «Эль Сесар» (2017). 
Широко известен по роли мексиканского певца Хосе Гваделупе Эспарса в биографическом сериале «Бронко: Сериал».
Сыграл капитана Мурсьелаго Герреро Армандо в военном боевике «Контрудар» (2025).

## Фильмография
1. 2011 — El Equipo (TV) — El Yayo
2. 2013 — Золотая клетка (исп. La jaula de oro) — Человек с мачете
3. 2013 — El lado oscuro de la luz — Celeste
4. 2014 — Crónica de castas (TV) — El pollo / Pollo
5. 2014 — Eddie Reynolds y Los Ángeles de Acero — Жених на свадьбе
6. 2014 — Carmin Tropical — Modesto
7. 2014 — Sr. Ávila (TV) — Ladrón
8. 2014 — Yo no creo en los hombres (TV)
9. 2015 — Эйзенштейн в Гуанахуато — Хорхе Паломино-и-Каньедо, мексиканский учёный
10. 2015 — Como dice el dicho (TV) — Roco
11. 2015 — Los Parecidos — Полисмен
12. 2015 — A Selfie (короткометражный) — Mandrake
13. 2016 — Encarnación (короткометражный) — Ezequiel
14. 2016 — La Caridad — Daniel
15. 2016 — La Habitación
16. 2017 — Oso Polar — Gerente

## Награды и номинации
- 2015 — Мексиканская национальная кинопремия Ariel Awards
  - Номинация в категории «Премия «Ариэль» за лучшую мужскую роль второго плана[англ.]» за роль Modesto в фильме Carmin Tropical (2014)[1][2]